# Altoona (Pensylwania)
Altoona – miasto w Stanach Zjednoczonych, w stanie Pensylwania, w Appalachach. Około 49,5 tys. mieszkańców. Fabryka lokomotyw.
Odcinek Altoona – Pittsburgh to pierwsza kolej żelazna w Stanach Zjednoczonych.
W mieście rozwinął się przemysł spożywczy, maszynowy, elektrotechniczny.

## Kościoły i związki wyznaniowe
Spis na 2010 rok, obejmuje aglomeracje miasta:
- Kościół katolicki: 27 606 członków w 21 kościołach   1,4%
- Zjednoczony Kościół Metodystyczny: 9099 członków w 40 zborach   1,8%
- Kościół Ewangelicko-Luterański w Ameryce: 8207 członków w 23 zborach   1,4%
- Protestantyzm bezdenominacyjny: 4792 członków w 23 zborach
- Kościół Braci: 3739 członków w 19 zborach   1,6%
- Zbory Boże: 2486 członków w 6 zborach   6,0%
- Chrześcijański i Misyjny Sojusz: 1 053 członków w 7 zborach   1,3%
- Kościół Prezbiteriański USA: 966 członków w 8 zborach   4,9%
- Kościół Boży (Cleveland): 910 członków w 3 zborach   1,5%
- Kościoły Chrystusowe: 828 członków w 3 zborach   5,6%
- Muzułmanie: 812 wyznawców w 1 meczecie
- Generalna Konferencja Kościoła Bożego (adwentyści): 799 członków w 8 zborach   0,2%
- Południowa Konwencja Baptystów: 715 członków w 9 zborach   10,5%
- Kościół Jezusa Chrystusa Świętych w Dniach Ostatnich: 567 członków w 1 świątyni   3,4%
- Amerykański Kościół Baptystyczny w USA: 563 członków w 3 zborach   1,6%
- Zjednoczony Kościół Chrystusa: 538 członków w 7 zborach   6,4%
- Stowarzyszenie Braterski Kościół Łaski: 5 zborów
- Świadkowie Jehowy: 2 zbory

## Miasta partnerskie
- St. Pölten, Austria